# Пумсавана
Пумсавана (санскр. पुंसवन, IAST: Puṁsavana) — вторая из 16 санскар, предназначенных для индусов. Цель её — гарантировать рождение сына. Совершается на третьем либо четвёртом месяце беременности.
В ритуальных текстах нет единства как в описании самой церемонии, так и в порядке очерёдности действий, требуемых для её совершения. После зажжения жертвенного огня от горящей палочки, взятой из домашнего очага, трава гарбха расстилалась на запад от огня в направлении с севера на юг. На гарбху садилась жена, лицом на восток. Муж становился позади неё и своей правой рукой сначала касался её правого плеча и затем её пупка, читая при этом специальные мантры. Над головой жены держалась затем стрела и разламывалась, а кусочек этой стрелы отдавался женщине как амулет.
По одной версии, муж кормит жену двумя бобами и зёрнышком ячменя с небольшим количеством простокваши. Согласно другой традиции, побег дерева ньягродха вместе с фруктами растирались и раздавливались семь раз девственницей или брахмачарином, а затем извлекался сок. Этот сок ритуально «приобретался» жертвующим, который говорил «Я приобретаю сому». Беременная жена ложилась затем на бок, а её голова при этом должна была находиться на коленях мужа, пока он вводил немного сока в её правую ноздрю посредством гладкой щепки от священного столба, сооружаемого возле огня. Затем муж помещал на колени жены сосуд с водой, дотрагивался живота женщины и читал мантры.
Этот сопровождается религиозными песнопениями. Родственники приносят беременной множество разнообразных сладостей.